# Heavy Traffic
Heavy Traffic es el vigésimo quinto álbum de estudio de la banda británica de rock Status Quo, publicado en 2002 por Universal Music. Su grabación marcó la reunión entre Francis Rossi y Bob Young, dupla compositiva que escribió las canciones más exitosas de la agrupación entre 1968 a 1981. A su vez, fue el primer trabajo con el baterista Matt Letley, que ingresó en reemplazo de Jeff Rich.
Tras su publicación recibió buenas reseñas por parte de la prensa especializada, principalmente por recuperar su clásico sonido de la década de los setenta. Incluso el sitio Allmusic lo consideró como el mejor álbum desde Blue for You.
Ese mismo éxito también se vio reflejado en las listas musicales, ya que alcanzó el puesto 15 de los UK Albums Chart del Reino Unido. Además y con pocos días de diferencia fue certificado con disco de plata, luego de vender más de 60 000 copias en su propio país. Por otro lado y para promocionarlo se lanzaron dos canciones como sencillos; «Jam Side Down» y «All Stand Up (Never Say Never)» que lograron los puestos 17 y 51 en el conteo inglés de sencillos.
Cabe destacar que en el Reino Unido se publicó con catorce canciones en total, ya que se incluyó «Money Don't Matter», tema que en el resto de Europa no fue incluida. Mientras que en Australia, la canción «Rhythm of Life» fue cambiada por «You Let Me Down».

## Lista de canciones
| N.º | Título                           | Escritor(es)                | Duración |  |
| 1.  | «Blues and Rhythm»               | Rossi, Bown                 | 4:29     |  |
| 2.  | «All Stand Up (Never Say Never)» | Rossi, Young                | 4:08     |  |
| 3.  | «The Oriental»                   | Rossi, Edwards              | 4:29     |  |
| 4.  | «Creppin' Up On You»             | Parfitt, Edwards            | 5:01     |  |
| 5.  | «Heavy Traffic»                  | Rossi, Young, Edwards       | 4:23     |  |
| 6.  | «Solid Gold»                     | Rossi, Young                | 4:14     |  |
| 7.  | «Green»                          | Bown                        | 3:35     |  |
| 8.  | «Jam Side Down»                  | Terry Britten, Charlie Dore | 3:27     |  |
| 9.  | «Diggin' Burt Bacharach»         | Rossi, Young                | 2:32     |  |
| 10. | «Do It Again»                    | Bown, Edwards               | 3:40     |  |
| 11. | «Another Day»                    | Rossi, Young                | 3:47     |  |
| 12. | «I Don't Remember Anymore»       | Bown                        | 3:38     |  |
| 13. | «Money Don't Matter»             | Rossi, Young                | 3:52     |  |
| 14. | «Rhythm of Life»                 | Rossi, Young                | 5:05     |  |

## Músicos
- Francis Rossi: voz y guitarra líder
- Rick Parfitt: voz y guitarra rítmica
- John Edwards: bajo
- Andy Bown: teclados
- Matt Letley: batería